# 前1400年代
| 千纪： | 前2千纪 |
| 世纪： | 前16世纪 \| 前15世纪 \| 前14世纪                                                                                     |
| 年代： | 前1430年代 \| 前1420年代 \| 前1410年代 \| 前1400年代 \| 前1390年代 \| 前1380年代 \| 前1370年代                       |
| 年份： | 前1409年 \| 前1408年 \| 前1407年 \| 前1406年 \| 前1405年 \| 前1404年 \| 前1403年 \| 前1402年 \| 前1401年 \| 前1400年 |

## 重要事件及趋势
- 亚述开始兴起。
- 前1401年（一说前1397年）--埃及法老阿蒙霍特普二世去世，图特蒙斯四世即位（前1401-前1391年）
- 前1400年--克诺索斯毁于战火。
- 大陆迈锡尼宫殿的初建。

## 重要人物
- 雍己，中国商朝第9任或第10任王，大庚的儿子，小甲、太戊的弟弟